# Oberweg
Oberweg è una frazione di 578 abitanti del comune austriaco di Judenburg, nel distretto di Murtal, in Stiria. Già comune autonomo, il 1º gennaio 2015 è stato aggregato a Judenburg assieme all'altro comune soppresso di Reifling.